# 존 W. 헨리

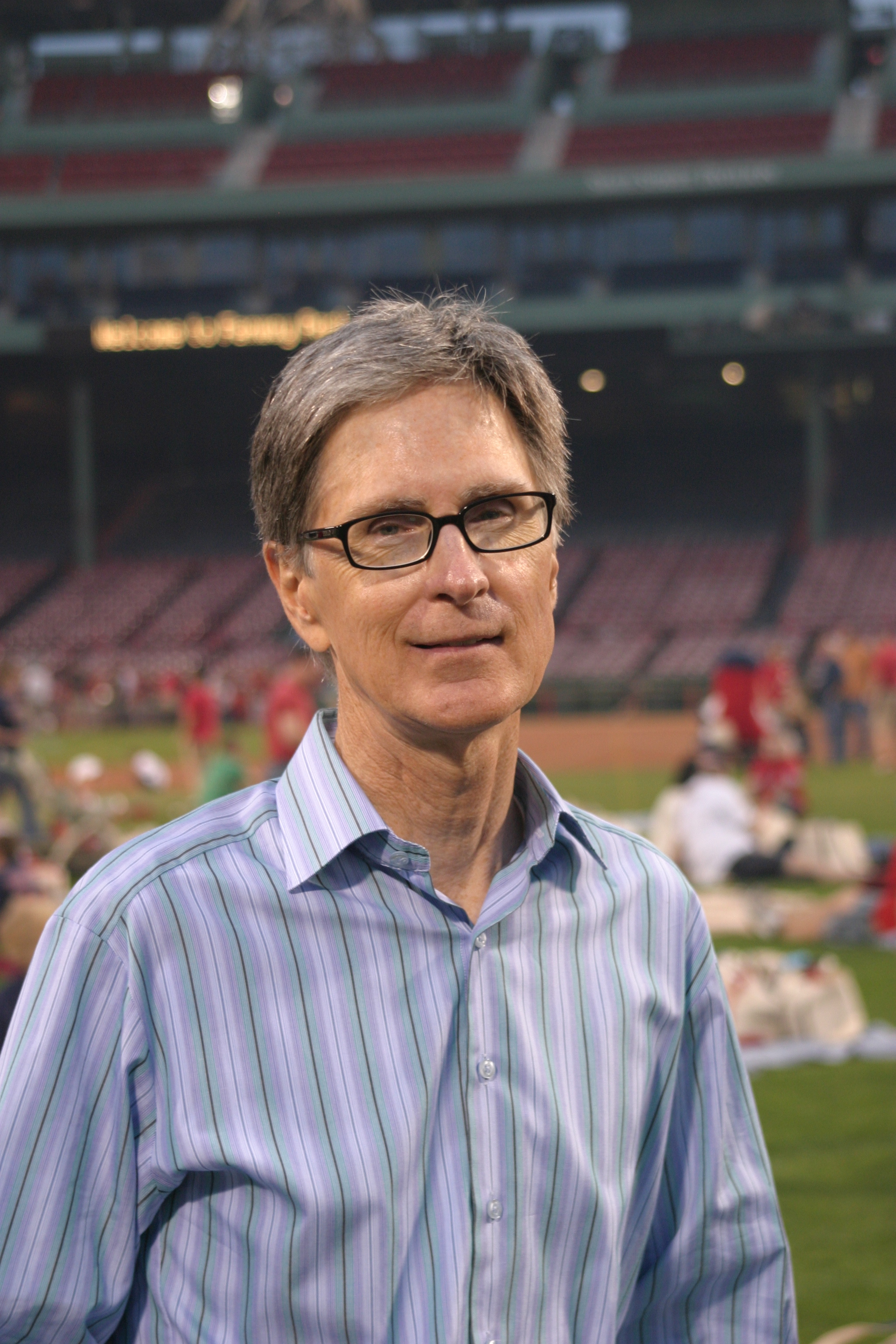
존 헨리

존 헨리(John William Henry II, 1949년 9월 13일 ~ )는 메이저 리그 보스턴 레드삭스, 프리미어리그 리버풀 FC 두 클럽을 같이 겸임하고있는 구단주이다.

## 학력
- 캘리포니아 대학교 로스앤젤레스 철학과(중퇴)

## 보스턴 레드삭스
- 2002년 7월 메이저 리그 베이스볼 보스턴 레드삭스 인수
- 2002년 ~ 2006년 1월 메이저 리그 최연소 단장 테오 엡스타인 영입
- 2002년 오클랜드 애슬레틱스를 20연승 신기록, 머니볼 이론을 성공시킨 단장 빌리 빈을 영입하려고 했으나 거절
- 2002년 ~ 2012년 쟈니 데이먼(오클랜드 애슬레틱스), 데이빗 오티스 (미네소타 트윈스), 커트 실링 (애리조나 다이아몬드백스), 에드가 렌테리아 (세인트루이스 카디널스) 등등 영입
- 2004년 10월 메이저 리그 월드 시리즈 86년 만에 밤비노의 저주를 풀다. 보스턴 레드삭스 4 - 0 세인트루이스 카디널스 우승 (4전 전승)
- 2007년 10월 메이저 리그 월드 시리즈 보스턴 레드삭스 4 - 0 콜로라도 로키스 우승 (4전 전승)

## 리버풀 FC
- 2010년 10월 프리미어리그 리버풀 FC 인수
- 2011년 1월 케니 달글리시 감독 대행
- 2011년 겨울 이적시장 루이스 수아레스 (AFC 아약스), 앤디 캐롤 (뉴캐슬 유나이티드 FC) 영입
- 2011년 겨울 이적시장 페르난도 토레스, 라울 메이렐레스 (첼시 FC) 이적
- 2011년 5월 케니 달글리시 감독 선임
- 2011년 여름 이적시장 찰리 아담 (블랙풀 FC), 호세 엔리케 (뉴캐슬 유나이티드 FC), 조던 헨더슨 (선덜랜드 AFC), 스튜어트 다우닝 (애스턴 빌라 FC), 크레이그 벨라미 (맨체스터 시티 FC) 영입
- 2012년 2월 풋볼 리그 컵 결승 리버풀 FC 2 - 2 카디프 시티 FC (2부) 승부차기 리버풀 FC 3 - 2 카디프 시티 FC 우승 (6전 4승 2무)
- 2012년 5월 FA컵 (잉글랜드) 결승 첼시 FC 2 - 1 리버풀 FC 패배 (5전 4승 1패)
- 2012년 5월 케니 달글리시 감독 경질
- 2012년 6월 브랜든 로저스 감독 영입
- 2012년 여름 이적시장 조 앨런 (스완지 시티 AFC), 파비오 보리니 (AS 로마) 영입, 조 콜 (릴 OSC) 임대 복귀, 누리 사힌 (레알 마드리드) 임대 영입
- 2012년 여름 이적시장 디르크 카윗 (페네르바체 SK), 막시 로드리게스 (뉴얼스 올드 보이스), 크레이그 벨라미 (카디프 시티 FC), 찰리 아담 (스토크 시티 FC), 알베르토 아퀼라니 (ACF 피오렌티나), 제이 스피어링 (볼튼 원더러스 FC) 이적, 앤디 캐롤 (웨스트 햄 유나이티드) 임대 이적